# Pasi Keubeu Dom
Pasi Keubeu Dom is een bestuurslaag in het regentschap Nagan Raya van de provincie Atjeh, Indonesië. Pasi Keubeu Dom telt 632 inwoners (volkstelling 2010).